# Großer Preis von Bahrain 2013
Der Große Preis von Bahrain 2013 (offiziell 2013 Formula 1 Gulf Air Bahrain Grand Prix) fand am 21. April auf dem Bahrain International Circuit in as-Sachir statt und war das vierte Rennen der Formel-1-Weltmeisterschaft 2013.

## Berichte

### Hintergründe
Im Vorfeld des Rennens kam es zu Demonstrationen gegen die Durchführung des Rennens. Britische Politiker forderten in einen Brief an Bernie Ecclestone die Absage des Rennens, bereits 2011 war der Große Preis von Bahrain aus politischen Gründen abgesagt worden. Die Hackergruppe Anonymous drohte Ecclestone mit einem Angriff, falls das Rennen stattfinden sollte. Im Vorjahr hatte die Gruppe die offizielle Formel-1-Internetseite www.formula1.com am Wochenende des Großen Preises von Bahrain gehackt.
Nach dem Großen Preis von China führte Sebastian Vettel in der Fahrerwertung mit drei Punkten vor Kimi Räikkönen und mit neun Punkten vor Fernando Alonso. In der Konstrukteurswertung führte Red Bull-Renault mit fünf Punkten vor Ferrari und mit 18 Punkten vor Lotus-Renault.
Beim Großen Preis von Bahrain stellte Pirelli den Fahrern die Reifenmischungen P Zero Hard (orange) und P Zero Medium (weiß) sowie für Nässe Cinturato Intermediates (grün) und Cinturato Full-Wets (blau) zur Verfügung.
Mit Alonso (dreimal), Felipe Massa (zweimal), Jenson Button und Vettel (jeweils einmal) traten vier ehemalige Sieger zu diesem Grand Prix an.
Als Rennkommissare fungierten Mazen Al Hilli (BRN), Gerd Ennser (GER), Mika Salo (FIN) und Vincenzo Spano (VEN).

### Training
Im ersten freien Training erzielte Massa die schnellste Runde vor Alonso und Nico Rosberg. Bei mehreren Teams wurden neue Teile ausprobiert. In diesem Training übernahm Heikki Kovalainen den Caterham von Giedo van der Garde und Rodolfo González den Marussia von Jules Bianchi. Es war González’ erster Einsatz an einem Formel-1-Wochenende.
Im zweiten freien Training war Räikkönen der Schnellste vor Mark Webber und Vettel.
Im dritten freien Training übernahm Alonso die Führung vor Vettel und Webber.

### Qualifying
Im ersten Abschnitt fuhr Alonso die schnellste Zeit vor Vettel. Beide Williams-Piloten wurden mit einer identischen Rundenzeit von 1:34,425 Minuten gemessen. Valtteri Bottas, der die Zeit als Erster erreicht hatte, erreichte damit Platz 16 und somit die zweite Qualifikationseinheit. Pastor Maldonado hingegen schied aus und musste von Position 17 starten. Daneben schieden die Marussia- und Caterham-Piloten sowie Esteban Gutiérrez aus. Nach der Rückkehr von Bianchi in die Box sprühte der Feuerlöscher seines Marussia MR02 infolge eines Defekts Löschschaum aus.
Im zweiten Segment erzielte Vettel die beste Zeit vor Rosberg. Button gelang es anders als seinem Teamkollegen Sergio Pérez, mit dem McLaren MP4-28 den letzten Abschnitt des Qualifyings zu erreichen. Neben Pérez schieden die Toro Rosso-Piloten sowie Bottas, Nico Hülkenberg und Romain Grosjean aus.
Im dritten Qualifikationsabschnitt fuhr zunächst Rosberg die beste Zeit. Vettel war vorübergehend schneller, in seiner zweiten Runde verbesserte Rosberg seine Rundenzeit allerdings und erreichte den ersten Platz. Es war die zweite Pole-Position seiner Karriere und zugleich die zweite für Mercedes in Folge. Den dritten Platz belegte Alonso. Button absolvierte keine Runde, sodass er auf dem zehnten Platz lag. Für das Rennen hatte er damit freie Reifenwahl.
Die Startaufstellung wich in Einzelheiten vom Ergebnis des Qualifikationstrainings ab. Lewis Hamilton und Gutiérrez wurden wegen eines Getriebewechsels bzw. einer Kollision beim vorangegangenen Rennen in China um jeweils fünf Plätze in der Startaufstellung zurückversetzt, Webber, der in China eine Kollision mit Jean-Éric Vergne verursacht hatte, musste drei Plätze weiter hinten starten.

### Rennen
Rosberg behielt die Führung beim Start des Rennens, während Vettel von Alonso überholt wurde. Vettel ging allerdings noch in der ersten Rennen an Alonso vorbei, da er beim Start nicht die komplette Energie des KERS aufgebraucht hatte. Paul di Resta lag hinter dem Führungstrio auf der vierten Position. Adrian Sutil und Vergne waren in der Startphase in Zwischenfälle verwickelt und kamen beide nach der ersten Runde an die Box. Sutil war mit Massa kollidiert, wobei sich beide den Frontflügel beschädigten. Massa ließ seinen, im Gegensatz zu Sutil, nicht wechseln. Vergne kollidierte mit van der Garde. Bereits in der zweiten Runde setzte Vettel Rosberg unter Druck und ging eine Runde später an ihm vorbei in Führung. Alonso versuchte, ebenfalls an Rosberg vorbeizufahren, Rosberg behauptete aber zunächst den zweiten Platz. In der sechsten Runde verlor er diesen gegen Alonso und wurde zudem von di Resta überholt.
Kurz darauf erlitt Alonso einen Defekt am Drag Reduction System (DRS). Sein Heckflügel schloss sich nicht mehr, sodass er permanent das DRS verwendete. Er ging zu einem Reparaturstopp an die Box, bei dem der Heckflügel wieder geschlossen wurde. Eine Runde später aktivierte Alonso erneut das DRS, das dabei wieder offen blieb. Alonso ging ein weiteres Mal an die Box und setzte das DRS im restlichen Rennverlauf nicht mehr ein. Er war durch die Reparaturstopps weit zurückgefallen und bei Überholmanövern benachteiligt.
Kurz nach Alonsos Reparaturstopps begannen die regulären Boxenstopps. Vettel verlor dabei die Führung für drei Runden an di Resta. Nachdem di Resta an die Box gegangen war, führte zunächst eine Runde Räikkönen, der noch nicht an der Box war. Er wurde nach dieser Runde aber von Vettel überholt, der die Führung von nun an bis zum Rennende behielt und das Rennen kontrolliert. Räikkönen ging wenig später an die Box. Er und di Resta verfolgten eine Zwei-Stopp-Strategie im Gegensatz zu Vettel, der drei Stopps plante.
Während Vettel vor Webber, Rosberg und Button führte, gab Vergne das Rennen an der Box auf. Die Kollision in der ersten Runde hatte sein Fahrzeug so sehr beschädigt, dass es überhitzte. Bei Massa löste sich kurz darauf die Lauffläche vom Reifen, sodass er zu einem Reparaturstopp kam. Rosberg verlor in der Zwischenzeit den dritten Platz an Button und wurde zudem von Grosjean überholt.
Die zweite Phase der Boxenstopps begannen Rosberg und Pérez in der 21. Runde. Rosberg lag nach den anderen Stopps zunächst vor den McLaren-Piloten, wurde in der 25. Runde jedoch von Pérez und Button überholt. Eine Runde später überholte di Resta Grosjean im Duell um den zweiten Platz und Button ging an Pérez vorbei. Vettel hatte in der Zwischenzeit seinen zweiten Boxenstopp absolviert. Grosjean, der in der 27. Runde zum zweiten Stopp fuhr, hatte zu diesem Zeitpunkt 18 Runden auf einem Reifensatz absolviert. Kurz darauf gab es erneut ein McLaren-Duell. Pérez fuhr an Button vorbei, der konterte. Bei diesem Manöver berührten sich die beiden zweimal. Dabei beschädigte sich Pérez seinen Frontflügel und Button beschwerte sich über den Funk, dass ihm sein Teamkollege ins Heck gefahren sei. Pérez gab nach dem Rennen zu, dass er in diesem Zweikampf zu aggressiv gewesen war.
Nachdem Räikkönen an di Resta vorbei auf den zweiten Platz gefahren war, ging er 22 Runden vor Rennende an die Box und führte seinen zweiten und letzten Stopp durch. Er blieb auf der härteren Reifenmischung. Di Resta folgte zwei Runden später mit der gleichen Strategie. Währenddessen erlitt Massa zum zweiten Mal in diesem Rennen einen Reifenschaden. Beide Male ereignete sich der Defekt am rechten Hinterrad. Räikkönen fiel hinter mehrere Piloten zurück, überholte jedoch schnell Pérez und Hamilton. Vettel hatte sich in der Zwischenzeit einen Vorsprung von fast 30 Sekunden auf den zweitplatzierten Grosjean erarbeitet.
In der 43. Runde absolvierten die beiden ihre letzten Stopps. Vettel blieb in Führung vor Räikkönen, di Resta und Webber. Grosjean fiel auf den fünften Platz zurück. Er ging innerhalb der nächsten Runden zunächst an Webber und schließlich auch an di Resta vorbei. Alonso überholte in dieser Phase beide McLaren-Piloten und Hamilton ging an Webber vorbei auf die fünfte Position. Die beiden lieferten sich in der Schlussphase ein Duell mit mehreren Positionswechseln. Hamilton entschied es schließlich für sich. Pérez ging in den letzten Runden an Alonso und Webber vorbei auf den Platz hinter Hamilton.
Vettel gewann das Rennen und fuhr die schnellste Rennrunde. Die Lotus-Piloten Räikkönen und Grosjean belegten die zweite und dritte Position. Damit war das Podest mit demjenigen des Vorjahres identisch. Di Resta erreichte zum zweiten Mal in seiner Karriere nach dem Großen Preis von Singapur 2012 den vierten Platz, der seine beste Einzelplatzierung in der Formel 1 darstellt. Die Top-10 komplettierten Hamilton, Pérez, Webber, Alonso, Rosberg und Button. Alonso, Rosberg und Button waren jeweils viermal an der Box, wobei Rosberg und Button keinen Reparaturstopp absolviert hatten. Mit seinem 28. Sieg in der Formel-1-Weltmeisterschaft zog Vettel an Jackie Stewart vorbei und war nun siebter in der ewigen Bestenliste hinter Michael Schumacher (91 Siege), Alain Prost (51), Ayrton Senna (41), Alonso und Nigel Mansell (jeweils 31).
Vettel baute seinen Vorsprung in der Fahrerweltmeisterschaft weiter aus. Räikkönen blieb Zweiter, Hamilton übernahm die dritte Position. Bei den Konstrukteuren blieb Red Bull ebenfalls in Führung. Lotus übernahm den zweiten Platz von Ferrari, die nun auf dem dritten Rang lagen.

#### Kommentare der ersten drei Fahrer
„Das hat am Anfang richtig Spaß gemacht, denn es gab einige sehr enge Rad-an-Rad-Kämpfe. Am Start weiß man nicht, ob man schnell sein wird oder nicht, denn alles fährt ein wenig durcheinander, inklusive man selbst!

Es ist wichtig, an die Spitze zu kommen, das haben wir beim vergangenen Rennen gesehen. Wenn man hinter jemandem festhängt, dann hat dies Auswirkungen auf die Abnutzung der Reifen, und heute war es wichtig sicherzustellen, dass wir die Reifen nutzen, die wir gestern im Qualifying gespart hatten.

Ich liebe es, freie Bahn vor mir zu haben, also habe ich viel Druck gemacht, um in Führung zu kommen, und mit der Geschwindigkeit, die wir zur Mitte des Rennens hatten, war das heute ziemlich komfortabel.

Gutgemacht vom gesamten Team, von allen hier und im Hintergrund in der Fabrik, und speziell von jenen, die heute an der Strategie gearbeitet haben. Diese hat genau so funktioniert, wie wir dies erwarteten, sie haben das also ganz offensichtlich richtig kalkuliert!“

„Man ist nie wirklich glücklich, wenn man nicht gewinnt. Aber ich würde sagen, dass der zweite Platz so nahe ist, wie man dem verpassten Sieg nur kommen kann. Ich fuhr am Maximum, und das Auto verfügte über die Geschwindigkeit, die uns gestern im Qualifying fehlte. Also war dies ein ziemlich gutes Ergebnis.

Wir verfügten nicht über die Geschwindigkeit, um heute Sebastian Vettel herauszufordern, aber wir verfügten über die Geschwindigkeit, um beide Autos auf das Podium zu bekommen, aus diesem Grund bin ich für das Team zufrieden.“

„Es ist großartig, wieder auf dem Podium zu stehen. Für das Team ist dies ein fantastisches Ergebnis. Für mich war es kein einfacher Start in die Saison, aber wir haben während des Wochenendes Fortschritte erzielt, und nun sind wir wieder dort, wo wir sein sollten.

Ich fühlte mich im Auto deutlich wohler, und das heutige Ergebnis ist der verdiente Lohn für die harte Arbeit, die wir verrichtet haben. Dies war ein Rennen, das wirklich ein Genuss war, denn es gab jede Menge Überholmanöver und spannende Momente. Es ist aus diesem Grund wirklich befriedigend, vom elften Startplatz ein Podium zu erzielen.

Wir verfügten bereits über die Konstanz, beendeten jedes Rennen in den Punkten, aber wir haben ein großes Ergebnis, das wir jagen, und dies ist ein sehr guter Start in dieser Herausforderung.“

## Meldeliste
| Team                          | Nr. | Fahrer              | Chassis           | Motor                | Reifen |
| ----------------------------- | --- | ------------------- | ----------------- | -------------------- | ------ |
| Infiniti Red Bull Racing      | 01  | Sebastian Vettel    | Red Bull RB9      | Renault 2.4 V8       | P      |
| Infiniti Red Bull Racing      | 02  | Mark Webber         | Red Bull RB9      | Renault 2.4 V8       | P      |
| Scuderia Ferrari              | 03  | Fernando Alonso     | Ferrari F138      | Ferrari 2.4 V8       | P      |
| Scuderia Ferrari              | 04  | Felipe Massa        | Ferrari F138      | Ferrari 2.4 V8       | P      |
| Vodafone McLaren Mercedes     | 05  | Jenson Button       | McLaren MP4-28    | Mercedes-Benz 2.4 V8 | P      |
| Vodafone McLaren Mercedes     | 06  | Sergio Pérez        | McLaren MP4-28    | Mercedes-Benz 2.4 V8 | P      |
| Lotus F1 Team                 | 07  | Kimi Räikkönen      | Lotus E21         | Renault 2.4 V8       | P      |
| Lotus F1 Team                 | 08  | Romain Grosjean     | Lotus E21         | Renault 2.4 V8       | P      |
| Mercedes AMG Petronas F1 Team | 09  | Nico Rosberg        | Mercedes F1 W04   | Mercedes-Benz 2.4 V8 | P      |
| Mercedes AMG Petronas F1 Team | 10  | Lewis Hamilton      | Mercedes F1 W04   | Mercedes-Benz 2.4 V8 | P      |
| Sauber F1 Team                | 11  | Nico Hülkenberg     | Sauber C32        | Ferrari 2.4 V8       | P      |
| Sauber F1 Team                | 12  | Esteban Gutiérrez   | Sauber C32        | Ferrari 2.4 V8       | P      |
| Sahara Force India F1 Team    | 14  | Paul di Resta       | Force India VJM06 | Mercedes-Benz 2.4 V8 | P      |
| Sahara Force India F1 Team    | 15  | Adrian Sutil        | Force India VJM06 | Mercedes-Benz 2.4 V8 | P      |
| Williams F1 Team              | 16  | Pastor Maldonado    | Williams FW35     | Renault 2.4 V8       | P      |
| Williams F1 Team              | 17  | Valtteri Bottas     | Williams FW35     | Renault 2.4 V8       | P      |
| Scuderia Toro Rosso           | 18  | Jean-Éric Vergne    | Toro Rosso STR8   | Ferrari 2.4 V8       | P      |
| Scuderia Toro Rosso           | 19  | Daniel Ricciardo    | Toro Rosso STR8   | Ferrari 2.4 V8       | P      |
| Caterham F1 Team              | 20  | Charles Pic         | Caterham CT03     | Renault 2.4 V8       | P      |
| Caterham F1 Team              | 21  | Heikki Kovalainen   | Caterham CT03     | Renault 2.4 V8       | P      |
| Caterham F1 Team              | 21  | Giedo van der Garde | Caterham CT03     | Renault 2.4 V8       | P      |
| Marussia F1 Team              | 22  | Rodolfo González    | Marussia MR02     | Cosworth 2.4 V8      | P      |
| Marussia F1 Team              | 22  | Jules Bianchi       | Marussia MR02     | Cosworth 2.4 V8      | P      |
| Marussia F1 Team              | 23  | Max Chilton         | Marussia MR02     | Cosworth 2.4 V8      | P      |

Anmerkungen
1. 1 2  Kovalainen fuhr den Caterham mit der Nummer 21 im ersten freien Training. Van der Garde übernahm das Fahrzeug anschließend für das restliche Rennwochenende.
2. 1 2  González fuhr den Marussia mit der Nummer 22 im ersten freien Training. Bianchi übernahm das Fahrzeug anschließend für das restliche Rennwochenende.

## Klassifikationen

### Qualifying
| Pos.                                                                      | Fahrer              | Konstrukteur         | Q1       | Q2       | Q3         | Start |
| ------------------------------------------------------------------------- | ------------------- | -------------------- | -------- | -------- | ---------- | ----- |
| 01                                                                        | Nico Rosberg        | Mercedes             | 1:33,364 | 1:32,867 | 1:32,330   | 01    |
| 02                                                                        | Sebastian Vettel    | Red Bull-Renault     | 1:33,327 | 1:32,746 | 1:32,584   | 02    |
| 03                                                                        | Fernando Alonso     | Ferrari              | 1:32.878 | 1:33,316 | 1:32,667   | 03    |
| 04                                                                        | Lewis Hamilton      | Mercedes             | 1:33,498 | 1:33,346 | 1:32,762   | 09    |
| 05                                                                        | Mark Webber         | Red Bull-Renault     | 1:33,966 | 1:33,098 | 1:33,078   | 07    |
| 06                                                                        | Felipe Massa        | Ferrari              | 1:33,780 | 1:33,358 | 1:33,207   | 04    |
| 07                                                                        | Paul di Resta       | Force India-Mercedes | 1:33,762 | 1:33,335 | 1:33,235   | 05    |
| 08                                                                        | Adrian Sutil        | Force India-Mercedes | 1:34,048 | 1:33,378 | 1:33,246   | 06    |
| 09                                                                        | Kimi Räikkönen      | Lotus-Renault        | 1:33,827 | 1:33,146 | 1:33,327   | 08    |
| 10                                                                        | Jenson Button       | McLaren-Mercedes     | 1:34,071 | 1:33,702 | keine Zeit | 10    |
| 11                                                                        | Romain Grosjean     | Lotus-Renault        | 1:33,498 | 1:33,762 | –          | 11    |
| 12                                                                        | Sergio Pérez        | McLaren-Mercedes     | 1:34,310 | 1:33,914 | –          | 12    |
| 13                                                                        | Daniel Ricciardo    | Toro Rosso-Ferrari   | 1:34,120 | 1:33,974 | –          | 13    |
| 14                                                                        | Nico Hülkenberg     | Sauber-Ferrari       | 1:34,409 | 1:33,976 | –          | 14    |
| 15                                                                        | Valtteri Bottas     | Williams-Renault     | 1:34,425 | 1:34,105 | –          | 15    |
| 16                                                                        | Jean-Éric Vergne    | Toro Rosso-Ferrari   | 1:34,314 | 1:34,284 | –          | 16    |
| 17                                                                        | Pastor Maldonado    | Williams-Renault     | 1:34,425 | –        | –          | 17    |
| 18                                                                        | Esteban Gutiérrez   | Sauber-Ferrari       | 1:34,730 | –        | –          | 22    |
| 19                                                                        | Charles Pic         | Caterham-Renault     | 1:35,283 | –        | –          | 18    |
| 20                                                                        | Jules Bianchi       | Marussia-Cosworth    | 1:36,178 | –        | –          | 19    |
| 21                                                                        | Giedo van der Garde | Caterham-Renault     | 1:36,304 | –        | –          | 20    |
| 22                                                                        | Max Chilton         | Marussia-Cosworth    | 1:36,476 | –        | –          | 21    |
| 107-Prozent-Zeit: 1:39,379 min (bezogen auf Q1-Bestzeit von 1:32,878 min) |                     |                      |          |          |            |       |

Anmerkungen
1. ↑  Hamilton wurde wegen eines vor dem Qualifying vorgenommenen Getriebewechsels in der Startaufstellung um fünf Positionen nach hinten versetzt.
2. ↑  Webber wurde wegen einer Kollision mit Vergne beim vorangegangenen Rennen in China in der Startaufstellung um drei Positionen nach hinten versetzt.
3. ↑  Gutiérrez wurde wegen einer Kollision mit Sutil beim vorangegangenen Rennen in China in der Startaufstellung um fünf Positionen nach hinten versetzt.

### Rennen
| Pos. | Fahrer              | Konstrukteur         | Runden | Stopps | Zeit        | Start | Schnellste Runde |
| ---- | ------------------- | -------------------- | ------ | ------ | ----------- | ----- | ---------------- |
| 01   | Sebastian Vettel    | Red Bull-Renault     | 57     | 3      | 1:36:00,498 | 02    | 1:36,961 (55.)   |
| 02   | Kimi Räikkönen      | Lotus-Renault        | 57     | 2      | + 9,111     | 08    | 1:38,164 (57.)   |
| 03   | Romain Grosjean     | Lotus-Renault        | 57     | 3      | + 19,507    | 11    | 1:37,627 (52.)   |
| 04   | Paul di Resta       | Force India-Mercedes | 57     | 2      | + 21,727    | 05    | 1:38,336 (57.)   |
| 05   | Lewis Hamilton      | Mercedes             | 57     | 3      | + 35,230    | 09    | 1:38,204 (48.)   |
| 06   | Sergio Pérez        | McLaren-Mercedes     | 57     | 3      | + 35,998    | 12    | 1:37,913 (41.)   |
| 07   | Mark Webber         | Red Bull-Renault     | 57     | 3      | + 37,244    | 07    | 1:38,557 (52.)   |
| 08   | Fernando Alonso     | Ferrari              | 57     | 4      | + 37,574    | 03    | 1:37,204 (41.)   |
| 09   | Nico Rosberg        | Mercedes             | 57     | 4      | + 41,126    | 01    | 1:37,588 (48.)   |
| 10   | Jenson Button       | McLaren-Mercedes     | 57     | 4      | + 46,631    | 10    | 1:37,743 (49.)   |
| 11   | Pastor Maldonado    | Williams-Renault     | 57     | 3      | + 1:06,450  | 17    | 1:38,962 (57.)   |
| 12   | Nico Hülkenberg     | Sauber-Ferrari       | 57     | 3      | + 1:12,933  | 14    | 1:38,770 (43.)   |
| 13   | Adrian Sutil        | Force India-Mercedes | 57     | 3      | + 1:16,719  | 06    | 1:37,070 (44.)   |
| 14   | Valtteri Bottas     | Williams-Renault     | 57     | 3      | + 1:21,511  | 15    | 1:38,192 (57.)   |
| 15   | Felipe Massa        | Ferrari              | 57     | 4      | + 1:26,364  | 04    | 1:38,839 (42.)   |
| 16   | Daniel Ricciardo    | Toro Rosso-Ferrari   | 56     | 3      | + 1 Runde   | 13    | 1:39,579 (51.)   |
| 17   | Charles Pic         | Caterham-Renault     | 56     | 3      | + 1 Runde   | 18    | 1:39,546 (37.)   |
| 18   | Esteban Gutiérrez   | Sauber-Ferrari       | 56     | 4      | + 1 Runde   | 22    | 1:38,202 (45.)   |
| 19   | Jules Bianchi       | Marussia-Cosworth    | 56     | 4      | + 1 Runde   | 19    | 1:38,756 (50.)   |
| 20   | Max Chilton         | Marussia-Cosworth    | 56     | 4      | + 1 Runde   | 21    | 1:39,279 (50.)   |
| 21   | Giedo van der Garde | Caterham-Renault     | 55     | 5      | + 2 Runden  | 20    | 1:39,334 (49.)   |
| –    | Jean-Éric Vergne    | Toro Rosso-Ferrari   | 16     | 1      | DNF         | 16    | 1:43,107 (04.)   |

## WM-Stände nach dem Rennen
Die ersten zehn des Rennens bekamen 25, 18, 15, 12, 10, 8, 6, 4, 2 bzw. 1 Punkt(e).

### Fahrerwertung
| Pos. | Fahrer           | Konstrukteur         | Punkte |
| ---- | ---------------- | -------------------- | ------ |
| 01   | Sebastian Vettel | Red Bull-Renault     | 77     |
| 02   | Kimi Räikkönen   | Lotus-Renault        | 67     |
| 03   | Lewis Hamilton   | Mercedes             | 50     |
| 04   | Fernando Alonso  | Ferrari              | 47     |
| 05   | Mark Webber      | Red Bull-Renault     | 32     |
| 06   | Felipe Massa     | Ferrari              | 30     |
| 07   | Romain Grosjean  | Lotus-Renault        | 26     |
| 08   | Paul di Resta    | Force India-Mercedes | 20     |
| 09   | Nico Rosberg     | Mercedes             | 14     |
| 10   | Jenson Button    | McLaren-Mercedes     | 13     |
| 11   | Sergio Pérez     | McLaren-Mercedes     | 10     |

| Pos. | Fahrer              | Konstrukteur         | Punkte |
| ---- | ------------------- | -------------------- | ------ |
| 12   | Adrian Sutil        | Force India-Mercedes | 6      |
| 13   | Daniel Ricciardo    | Toro Rosso-Ferrari   | 6      |
| 14   | Nico Hülkenberg     | Sauber-Ferrari       | 5      |
| 15   | Jean-Éric Vergne    | Toro Rosso-Ferrari   | 1      |
| 16   | Valtteri Bottas     | Williams-Renault     | 0      |
| 17   | Pastor Maldonado    | Williams-Renault     | 0      |
| 18   | Esteban Gutiérrez   | Sauber-Ferrari       | 0      |
| 19   | Jules Bianchi       | Marussia-Cosworth    | 0      |
| 20   | Charles Pic         | Caterham-Renault     | 0      |
| 21   | Giedo van der Garde | Caterham-Renault     | 0      |
| 22   | Max Chilton         | Marussia-Cosworth    | 0      |

### Konstrukteurswertung
| Pos. | Konstrukteur         | Punkte |
| ---- | -------------------- | ------ |
| 01   | Red Bull-Renault     | 109    |
| 02   | Lotus-Renault        | 93     |
| 03   | Ferrari              | 77     |
| 04   | Mercedes             | 64     |
| 05   | Force India-Mercedes | 26     |
| 06   | McLaren-Mercedes     | 23     |

| Pos. | Konstrukteur       | Punkte |
| ---- | ------------------ | ------ |
| 07   | Toro Rosso-Ferrari | 7      |
| 08   | Sauber-Ferrari     | 5      |
| 09   | Williams-Renault   | 0      |
| 10   | Marussia-Cosworth  | 0      |
| 11   | Caterham-Renault   | 0      |